# Diplocephalus crassilobus
Diplocephalus crassilobus là một loài nhện trong họ Linyphiidae.
Loài này thuộc chi Diplocephalus. Diplocephalus crassilobus được Eugène Simon miêu tả năm 1884.